# Lily Sacofsky
Lily Sacofsky (* 1994 in Manchester) ist eine britische Schauspielerin.

## Leben und Karriere
Lily Sacofsky wuchs in Manchester auf. Sie stammt aus einer jüdischen Familie. 2015 schloss sie ihr Schauspielstudium an der Guildhall School of Music and Drama mit einem Bachelor of Arts ab.
Ihr Debüt gab sie 2017 in der Serie Bancroft. Anschließend war sie 2019 in Summer of Rockets zu sehen. Von 2019 bis 2023 wurde Sacofsky für die Serie Sanditon gecastet. Zwischen 2021 und 2022 bekam sie in McDonald & Dodds eine Hauptrolle. Unter anderem spielte sie in Dalgliesh mit. 2023 setzte sie ihre Karriere in World on Fire fort.

## Filmografie
Serien
- 2017: Bancroft
- 2019: Summer of Rockets
- 2019–2023: Sanditon
- 2021–2022: McDonald & Dodds
- 2021: Dalgliesh
- 2023: World on Fire

## Theater
- 2015: Three Days in the Country
- 2016: The Mighty Walzer